# Хексаграм 33-64
Хексаграм чини комбинација два од осам триграма, а комбиновањем осам триграма добија се табела са 64 хексаграма од којих сваки има своје име, број, значење и тумачење.
Ово је група од других 32 од укупно 64 хексаграма књиге промена Ји Ђинга.
- Хексаграме од 1 до 32 можете наћи овде - Хексаграми од 1-32.

## Хексаграм 33 - 遯 -Повлачење
Хексаграм 33 се назива 遯 (dun4) - Дун - „Повлачење“.

Хексаграм Повлачење је састављен из два триграма - доњи триграм „Планина“ и горњи триграм „Небо“.

## Хексаграм 34 - 大壯 -Моћ великог
Хексаграм 34 се назива 大壯 (da4 zhuang4) - Да Џуанг - „Моћ великог“. 

Хексаграм Моћ великог је састављен из два триграма - доњи триграм „Небо“ и горњи триграм „Олуја“.

## Хексаграм 35 - 晉 -Напредак
Хексаграм 35 се назива 晉 (jin4) - Ђин - „Напредак“. 

Хексаграм Напредак је састављен из два триграма - доњи триграм „Земља“ и горњи триграм „Ватра“.

## Хексаграм 36 - 明夷 -Помрачење светлости
Хексаграм 36 се назива 明夷 (míng yí) - Минг ји - „Помрачење светлости“.

Хексаграм Помрачење светлости је састављен из два триграма - доњи триграм „Ватра“ и горњи триграм „Земља“.

## Хексаграм 37 - 家 -Породица
Хексаграм 37 се назива 家人 (jial ren2) - Ђиа жен - „Породица“. 

Хексаграм Породица је састављен из два триграма - доњи триграм „Ватра“ и горњи триграм „Ветар“.

## Хексаграм 38 - 家 -Супротност
Хексаграм 38 се назива 家 (kui2) - Куеи „Супротност“. 

Хексаграм Супротност је састављен из два триграма - доњи триграм „Језеро“ и горњи триграм „Ватра“.

## Хексаграм 39 - 蹇 -Препрека
Хексаграм 39 се назива 蹇 (jian3) - Ђиен - „Препрека“.

Хексаграм Препрека је састављен из два триграма - доњи триграм „Планина“ и горњи триграм „Вода“.

## Хексаграм 40 - 解 -Ослобођење
Хексаграм 40 се назива 解 (xie4) - Сје - „Ослобођење“.

Хексаграм Ослобођење је састављен из два триграма - доњи триграм „Вода“ и горњи триграм „Олуја“.

## Хексаграм 41 - 損 -Губитак
Хексаграм 41 се назива 損 (sun3) - Сун - „Губитак“.

Хексаграм Губитак је састављен из два триграма - доњи триграм „Језеро“ и горњи триграм „Планина“.

## Хексаграм 42 - 益 -Добитак
Хексаграм 42 се назива 益 (yi4) - Ји - „Добитак“.

Хексаграм Добитак је састављен из два триграма - доњи триграм „Олуја“ и горњи триграм „Ветар“.

## Хексаграм 43 - 夬 -Одлучност
Хексаграм 43 се назива 夬 (guai4) - Гуаи - „Одлучност“.

Хексаграм Одлучност је састављен из два триграма - доњи триграм „Небо“ и горњи триграм „Језеро“.

## Хексаграм 44 - 外 -Сусрет
Хексаграм 44 се назива 外 (gou4) - Гоу - „Сусрет“. 

Хексаграм Сусрет је састављен из два триграма - доњи триграм „Ветар“ и горњи триграм „Небо“.

## Хексаграм 45 - 萃 -Окупљање
Хексаграм 45 се назива 萃 (cui4) - Цуеи - „Окупљање“.

Хексаграм Окупљање је састављен из два триграма - доњи триграм „Земља“ и горњи триграм „Језеро“.

## Хексаграм 46 - 升 -Успон
Хексаграм 46 се назива 升 (sheng1) - Шенг - „Успон“.

Хексаграм Успон је састављен из два триграма - доњи триграм „Ветар“ и горњи триграм „Земља“.

## Хексаграм 47 - 困 -Невоља (Исцрпљеност)
Хексаграм 47 се назива 困 (kun4) - Кун - „Невоља (Исцрпљеност)“.

Хексаграм Невоља (Исцрпљеност) је састављен из два триграма - доњи триграм „Вода“ и горњи триграм „Језеро“.

## Хексаграм 48 - 井 -Бунар
Хексаграм 48 се назива 井 (jing3) - Ђинг - „Бунар“.

Хексаграм Бунар је састављен из два триграма - доњи триграм „Ветар“ и горњи триграм „Вода“.

## Хексаграм 49 - 革 -Промена
Хексаграм 49 се назива 革 (ge2) - Ге - „Промена“.

Хексаграм Промена је састављен из два триграма - доњи триграм „Ватра“ и горњи триграм „Језеро“.

## Хексаграм 50 - 鼎 -Жртвена посуда
Хексаграм 50 се назива 鼎 (ding3) - Динг - „Жртвена посуда“.

Хексаграм Жртвена посуда је састављен из два триграма - доњи триграм „Ветар“ и горњи триграм „Ватра“.

## Хексаграм 51 - 震 -Гром
Хексаграм 51 се назива 震 (zhen4) - Ђен - „Гром“.

Хексаграм Гром је састављен из два триграма - доњи триграм „Олуја“ и горњи триграм „Олуја“.

## Хексаграм 52 - 艮 -Мировање
Хексаграм 52 се назива 艮 (gèn) - Ген - „Мировање“.

Хексаграм Мировање је састављен из два триграма - доњи триграм „Планина“ и горњи триграм „Планина“.

## Хексаграм 53 - 漸 -Развој (Постепено напредовање)
Хексаграм 53 се назива 漸 (jian4) - Ђиен - „Развој (Постепено напредовање)“.

Хексаграм Развој (Постепено напредовање) је састављен из два триграма - доњи триграм „Планина“ и горњи триграм „Ветар“.

## Хексаграм 54 - 歸妹 -Удавача
Хексаграм 54 се назива 歸妹 (gui1 mei4) - Гуеи меи - „Удавача“.

Хексаграм Удавача је састављен из два триграма - доњи триграм „Језеро“ и горњи триграм „Олуја“.

## Хексаграм 55 - 豐 -Обиље
Хексаграм 55 се назива 豐 (feng1) - Фенг - „Обиље“.

Хексаграм Обиље је састављен из два триграма - доњи триграм „Ватра“ и горњи триграм „Олуја“.

## Хексаграм 56 - 旅 -Путник
Хексаграм 56 се назива 旅 (lu3) - Ли - „Путник“.

Хексаграм Путник је састављен из два триграма - доњи триграм „Планина“ и горњи триграм „Ватра“.

## Хексаграм 57 - 巽 -Нежност (Продорност)
Хексаграм 57 се назива 巽 (xun4), „Нежност (Продорност)“. 

Хексаграм Нежност (Продорност) је састављен из два триграма - доњи триграм „Ветар“ и горњи триграм „Ветар“.

## Хексаграм 58 - 兌 -Радост
Хексаграм 58 се назива 兌 (dui4) - Дуеи - „Радост“.

Хексаграм Радост је састављен из два триграма - доњи триграм „језеро“ и горњи триграм „Језеро“.

## Хексаграм 59 - 渙 -Растурање
Хексаграм 59 се назива 渙 (huan4) - Хуан - „Растурање“.

Хексаграм Растурање је састављен из два триграма - доњи триграм „Вода“ и горњи триграм „Ветар“.

## Хексаграм 60 - 節 -Ограничавање
Хексаграм 60 се назива 節 (jie2) - Ђие - „Ограничавање“.

Хексаграм Ограничавање је састављен из два триграма - доњи триграм „Језеро“ и горњи триграм „Вода“.

## Хексаграм 61 - 中孚 -Унутрашња истина
Хексаграм 61 се назива 中孚 (zhong1 fu2) - Џунг фу - „Унутрашња истина“. 

Хексаграм Унутрашња истина је састављен из два триграма - доњи триграм „Језеро“ и горњи триграм „Ветар“.

## Хексаграм 62 - 小過 -Надмоћ малог
Хексаграм 62 се назива 小過 (xiao3 guo4) - Сјао гуо - „Надмоћ малог“.

Хексаграм Надмоћ малог је састављен из два триграма - доњи триграм „Планина“ и горњи триграм „Олуја“.

## Хексаграм 63 - 既濟 -После краја
Хексаграм 63 се назива 既濟 (ji4 ji4) - Ђи ђи - „После краја“.

Хексаграм После краја је састављен из два триграма - доњи триграм „Ватра“ и горњи триграм „Вода“.

## Хексаграм 64 - 未濟 -Пре краја
Хексаграм 64 се назива 未濟 (wei4 ji4) - Веи ђи - „Пре краја“.

Хексаграм Пре краја је састављен из два триграма - доњи триграм „Вода“ и горњи триграм „Ватра“.